# Antonio Smareglia
Antonio Smareglia, italijanski operni skladatelj hrvaškega rodu, * 5. maj 1854, Pulj, Istra, † 15. april 1929, Gradež, Italija.

## Življenje
Antonio je bil šesti otrok, a prvi preživeli otrok očeta Italijana in matere Hrvatice. Tudi sam je imel pet otrok, ki so mu, ko je pri 46. letih oslepel, pomagali zapisovati zamisli na papir.
Njegovo najpomembnejše delo je opera v treh dejanjih Istrska svatba, ki je bila krstno uprizorjena 28. marca 1895 v Trstu. Operno dogajanje je postavljeno v očetov rojstni kraj - Dignano. Na Slovenskem so opero leta 1960 uprizorili v Mariboru.